# Budapester Börse

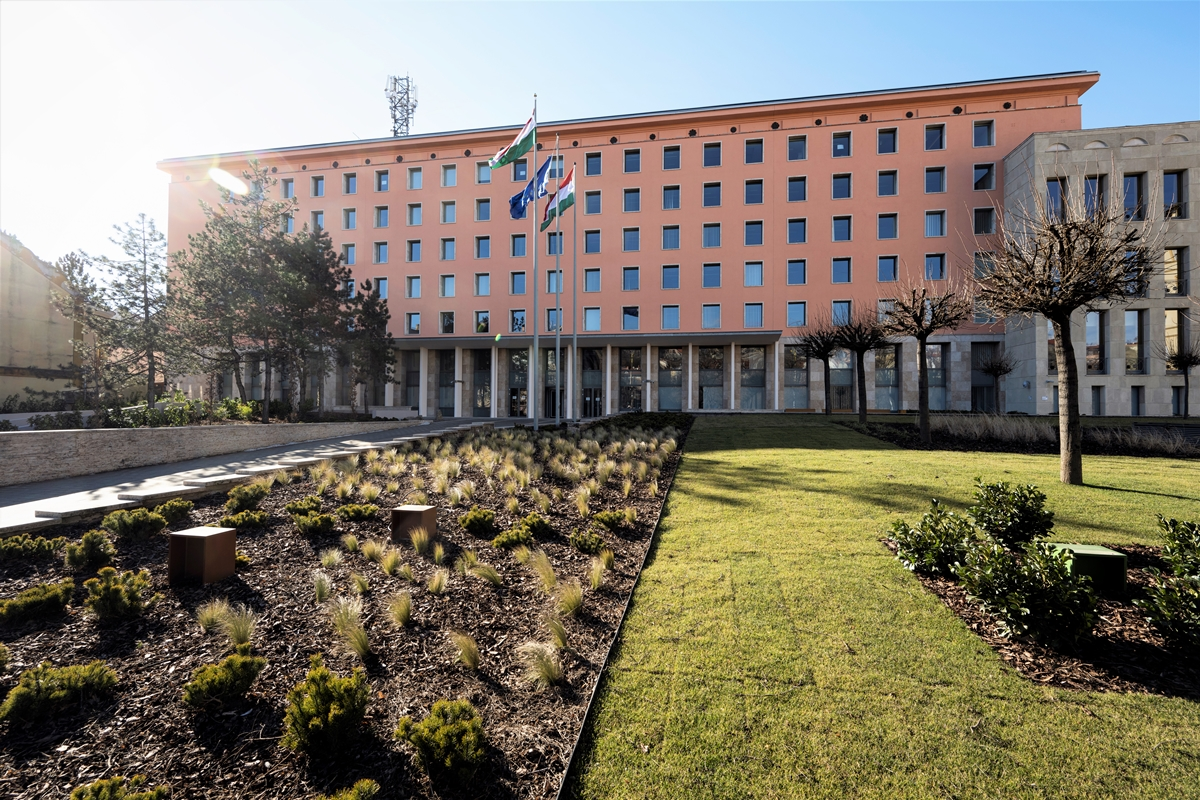
Gebäude der Börse (Krisztina körút 55)

Die Budapester Börse (ungarisch Budapesti Értéktőzsde) ist der Handelsplatz für Wertpapiere in Ungarn. Seit 2022 befindet sich der Sitz der Börse in der Krisztina körút 55 im I. Bezirk der ungarischen Hauptstadt Budapest.

## Geschichte

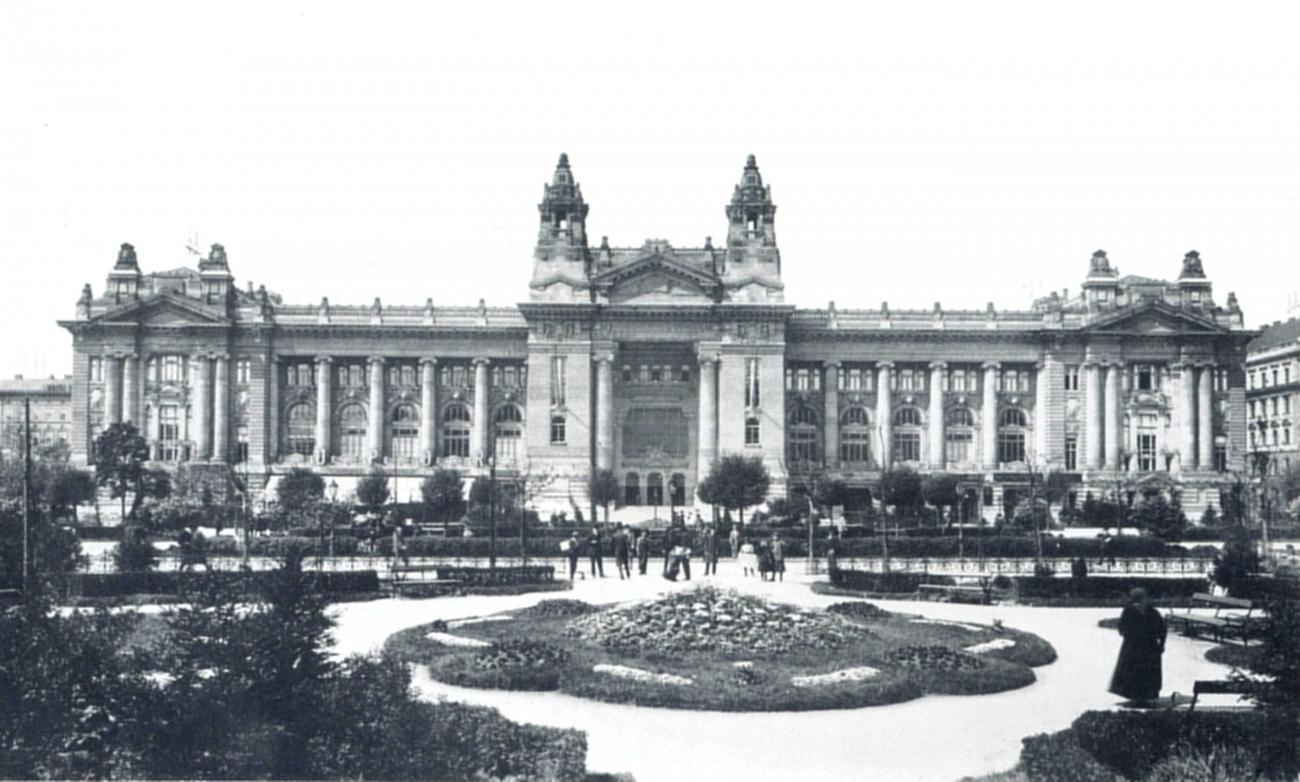
Börsenpalast (1905, Szabadság tér)

Die Ungarische Börse, der Vorgänger der heutigen Budapester Börse, nahm am 18. Januar 1864 in Pest in einem Gebäude der Lloyd-Versicherungsgesellschaft (Pesti Lloyd Társulat) am Ufer der Donau ihren Betrieb auf. Das für die Gründung der Börse zuständige Komitee, wurde von Frigyes Kochmeister geleitet, der dann auch zum ersten Vorsitzenden der Börse gewählt wurde. Im Jahr der Eröffnung waren dort 17 Wertpapiere, eine Obligation, 11 Fremdwährungen und 9 Wechsel notiert. Vier Jahre später wurde die Ungarische Börse zur neu gegründeten Budapester Wertpapier- und Warenbörse, die daraufhin unter diesem Namen 80 Jahre lang einer der führenden Wertpapierhandelsplätze Europas war. Nach den ersten Jahren langsamen Wachstums genehmigte 1872 der Handelsminister die Gründungsurkunden von 15 Industrie- und 550 Finanzunternehmen, deren Aktien dann an der Börse notiert waren. 1873 zog die Budapester Börse zusammen mit der Lloyd-Versicherungsgesellschaft in ein neu errichtetes Gebäude in der Mária Valéria utca, Ecke Wurm utca. Im Mai dieses Jahres gab es den ersten Börsenkrach. Danach dauerte es über eineinhalb Jahrzehnte, bis das Vertrauen der Anleger in Investitionen am Aktienmarkt wieder zurückgewonnen werden konnte. 1905 zog die Budapester Börse in den nach den Plänen von Ignác Alpár erbauten Börsenpalast am Szabadság tér um. Um die Jahrhundertwende wurden bereits 310 Wertpapiere an der Budapester Börse gehandelt; bis zum Beginn des Ersten Weltkriegs stieg diese Zahl auf fast 500. Der Jahresumsatz im Jahr 1913 erreichte eine Million Aktien und der Umsatz des Budapester Giro- und Gegenseitigkeitsvereins belief sich auf 2,7 Milliarden Kronen.
Während der Weltwirtschaftskrise wurde die Börse am 14. Juli 1931 geschlossen und erst 1932 schrittweise wiedereröffnet.

Mit Beginn der kommunistischen Herrschaft nach dem Zweiten Weltkrieg wurden ungarische Unternehmen sukzessive verstaatlicht und der Aktienhandel dementsprechend eingestellt. Auch das Vermögen der Börse ging in Staatseigentum über. Nach den Friedlichen Revolutionen 1989 und der Ausrufung der liberalen Dritten Republik wurde die Wiedereröffnung der Börse forciert, und der Handel am 21. Juni 1990 wieder aufgenommen.
Im Februar 2003 vereinbarte die Budapester Börse eine Zusammenarbeit mit der Deutsche Börse AG, wodurch ungarische Aktien-Broker innerhalb der gesamten Infrastruktur des Xetra-Systems Handel betreiben können.
2008 hielt die Wiener Börse bzw. CEE Stock Exchange Group (CEESEG) eine Mehrheit von 50,5 % der Unternehmensanteile. Im Januar 2010 ging die Börsengesellschaft in der CEESEG AG auf. Die technische Integration durch Umstellung auf das gemeinsame Xetra-Handelssystem wurde im Dezember 2013 abgeschlossen.
Am 20. November 2015 erwarb die Ungarische Nationalbank Magyar Nemzeti Bank (MNB) von der CEESEG AG und der Oesterreichischen Kontrollbank AG, die zu diesem Zeitpunkt 68,8 Prozent hielt, eine Mehrheit von 75,8 Prozent der Aktienanteile.

## Indizes
Leitindex der Börse ist der BUX, der die Kursentwicklung der 16 größten ungarischen Aktienunternehmen abbildet. Weitere sechzehn Unternehmen mittlerer Größe werden im BUMIX abgebildet. Mit dem Central European Blue Chip Index (CETOP) erweiterte die Börse ihr Einzugsgebiet über die nationalen Grenzen: dieser Korb von 20 Unternehmensaktien enthält auch Werte aus angrenzenden Ländern.

## Mitgliedschaften
Sie ist Mitglied in:
- Federation of European Securities Exchanges[7]
- Sustainable Stock Exchanges Initiative